# Otevřené problémy v matematice
Termín otevřené problémy vyjadřuje dosud nevyřešené problémy, včetně těch neřešitelných. Již od renesance se v každém století objevuje řešení více matematických problémů než v předchozím století, ale mnoho matematických problémů, velkých i menších, stále zůstává nevyřešeno. Tyto nevyřešené problémy se vyskytují ve více oborech, včetně fyziky, informatiky, algebry, analýzy, kombinatoriky, algebraické, diskrétní a euklidovské geometrie, teorie grafů, čísel, množin, dynamických systémů, parciálních diferenciálních rovnic a dalších. Některé problémy mohou patřit do více než jedné disciplíny matematiky a mohou být studovány pomocí technik z různých oblastí. Za řešení dlouhodobého problému se často udělují ceny a značná pozornost se věnuje seznamům nevyřešených problémů, jako je seznam problémů s cenou tisíciletí.

## Seznamy nevyřešených problémů v matematice
V průběhu času se v matematice objevilo více seznamů nevyřešených problémů.
| Seznam                                           | Počet problemů | Počet nevyřešených nebo částečně vyřešených | Autor seznamu                  | Rok vytvoření |
| ------------------------------------------------ | -------------- | ------------------------------------------- | ------------------------------ | ------------- |
| Hilbertovy problémy                              | 23             | 15                                          | David Hilbert                  | 1900          |
| Landauovy problémy                               | 4              | 4                                           | Edmund Landau                  | 1912          |
| Taniyamaovy problémy                             | 36             | -                                           | Jutaka Tanijama                | 1955          |
| Thurstonových 24 otázek                          | 24             | -                                           | William Thurston               | 1982          |
| Smaleovy problémy                                | 18             | 14                                          | Stephen Smale                  | 1998          |
| Problémy tisíciletí (Millennium Prize problémy)  | 7              | 6                                           | Clayův matematický ústav       | 2000          |
| Simonovy problémy                                | 15             | <12                                         | Barry Simon                    | 2000          |
| Nevyřešené problémy v matematice pro 21. století | 22             | -                                           | Jair Minoro Abe, Šotaro Tanaka | 2001          |
| Matematická výzva DARPA                          | 23             | -                                           | DARPA                          | 2007          |

## Nevyřešené problémy
- Birchova a Swinnerton-Dyerova domněnka
- Carmichaelova domněnka
- Collatzův problém
- Goldbachova hypotéza
- Latinský čtverec
- Navierova–Stokesova rovnice
- Problém P versus NP
- Problém stochastického výběru
- Riemannova hypotéza
- Sféra (matematika)